# Алергени из спољашње средине
Алергени из спољашње средине су материјa којa унете у организам изазивају алергијску реакцију (уртикарију и ангиодем). Тешко их је при уобичајеном начину живота избећи јер су свуда у животној средини. Уобичајени алергени из окружења су кућна прашина, гриње, животињска длака и плесни.
Сезонска уртикарија може да се објасни алергијском реакцијом на полен. Већина ових реакција посредована је IgE антителима и настаје при инхалацији алергена или контактом са кожом.
Спољашњи алергени доспавају у организам инхалирацијом (удисањем), ингестијом (преко хране) и контактом (преко коже и слузокоже).

## Храна
Храна обично изазива акутну уртикарију, а веома ретко хроничну уртикарију и ангиоедем. Алергијске реакције на храну најчешће се јављају код младе деце.
Лекови могу да садрже супстанције којих има у храни (најчешће конзервансе и ензиме ) и могу бити извор скривених алергена. Козметика и средства за хигијену, могу такође да садрже знатну количину протеина хране.
Млеко и млечни производи
Кравље млеко и млечни производи су идентификовани као најчешћи узрочници алергијских реакција. Тачну преваленцију уртикарије изазване млеком је тешко проценити, јер се често погрешно други механизми сличних симптома (дефицит лактазе), сматрају IgE посредованом реакцијом. Симптоми се јављају убрзо након ингестије млека, а осим кожних манифестација по типу уртикарије и ангиоедема, присутне су локалне реакције у гастроинтестиналном тракту, које се манифестују болним грчевима, повраћањем и дијарејом која је често крвава. Код одојчади која имају висок титар специфичних IgE антитела на млеко, јављају се респираторни симптоми, као што је перзистентна ринореја и визинг.
Јаја
Јаја су чести узрочници уртикарије. Проблем када су у питању јаја чини и то што су многе вакцине развијене на јајима (нпр ММР вакцина и инфлуенца вакцина), што захтева посебан опрез код давања пацијентима алергичним на јаја.
Кикирики
Кикирики, који је заправо легуминоза, засебна је од групе коштуњавог воћа. Садржи неколико потентних алергена. Његова алергогеност се може појачати печењем. Кикирики је главни узрочник тешких алергијских реакција, укључујући анафилаксу. Пацијенти који имају висок специфични IgE на кикирики могу развити анафилактични шок неколико секунди након најмањег контакта са кикирикијем.
- Кикирики и његови производи садрже неколико потентних алергена

Коштуњаво воће
Коштуњаво воће (бадем, лешник, орах, индијски орах) понекад може бити узрок озбиљне алергијске реакције. Многа семена, попут сусама, такође изазивају алергијске реакције, а веома је честа и укрштена реакција између коштуњавог воћа и семена унутар истих породица.
Бобичасто воће
Бобичасто воће као што су јагоде изазивају уртикаријску реакцију која није посредована IgE антителима, већ је резултат директног ослобађања хистамина из мастоцита.
Морски плодови и риба
Морски плодови (шкампе, краба, јастог, остриге, шкољке) и риба изазивају чешће алергијске реакције код одраслих, него код деце. Реакција на шкампе је посредована IgE антителима и јавља се на протеин тропомиозин. Постоји укрштена реакција са другим артроподама, као што су бубашвабе и крпељи. Реакција на крабу и јастога разликује се од реакције на шкампе. Пацијенти могу реаговати само на одређене морске плодове, а да на друге уопште не реагују.
Риба
Особе алергичне на рибу (морску или речну ) имају често алергијску реакцију на више врста риба, те се таквим особама саветује да уопште не конзумирају рибу у исхрани. Уртикарија као реакција на храну може се појавити и приликом директног контакта са кожом или чак преко удисања честица хране.

## Инсекти
Папулозна уртикарија је термин који се користи при описивању лезија које подсећају на уртикарију, а настају након убода инсеката. Реакције могу бити посредоване имунским механизмима, али и директним одговором на отров инсекта или његову саливу.
Већина инсеката који изазивају безболне убоде не изазивају генерализовану уртикарију. Необјашњив осип могу узроковати ретко уједи паука. Тарантуле изазивају контактну уртикарију при одбацивању длака у самоодбрани, а сличне промене на кожи могу да настану при контакту са неким гусеницама (жутотрбе).
Неимунолошку уртикарију може да узрокује контакт са лептирима и мољцима. Отров мрава садржи алкалоиде (метил-пиперидинске ) који инхибирају Na, K, ATP-азну пумпу мишићних ћелија и изазивају постсинаптичку неуромускуларну блокаду.
Комарци и више врста мува изазивају папулозну уртикарију након убода у кожу, а ретко генерализовану класичну уртикарију удаљену од места убода инсекта.
Иако је само 0,5% опнокрилаца (Хименоптера) попут пчеле, бумбара, оса, стршљени и мрава штетно за људе јер може да изазове алергијску реакцију и ангиоедем, па и смртни исход, остатак му помаже у пољопривреди и шумарству.
Сензибилизација на убод осе може да уследи брзо, већ након неколико инцидената. Алергијска реакција на убод пчеле може да се деси после вишекратних убода пчеле (80 и више). Сензибилисане особе имају ризик да развију анафилактичну реакцију у 30-60% случајева. Деца која су имала уртикарију и ангиоедем, веома ретко развијају јачу алергијску реакцију након следећег убода. Код одраслих опасност од анафилактичних реакција приликом наредних убода је значајно већа.
Код малог броја болесника може да се развије анафилактоидна реакција – системска реакција која није посредована IgE антителима, и то већ након првог убода инсекта, при чему се не могу утврдити специфична IgE антитела на отрове опнокрилаца.
Такође постоје особе код којих су повишене вредности специфичних IgE антитела, без анамнестичких података о јачим системским реакцијама. Такви пацијенти у 17% случајева могу да развију анафилактичну реакцију при следећем убоду.

### Гриње
Гриње су паразити из кућне прашине. Оне су из групе зглавкара који живе у људском окружењу, на постељини, теписима и другим влакнастим материјалима и чине велики део алергена који припадају породици пироглифида — подкласа акари — класа арахниди, филуму артропода (лат. Phylum artropods). Најважније врсте су дерматофагоидес птеронисимус, дерматофагоидес фарине, еуроглифус мајнеи, лепидоглифус деструктор, и бломиа тропикалис.
Дерматифагоидес и еуроглифус исхрањују са перути која се ствара на кожи човека, тако да опасност потиче из душека, јоргана, јастука, тепиха, тапацираног намештаја или дечијих плишаних играчака. Њихов раст је максималан у топлим (изнад 20°C) и влажним условима (80% релативна влажност). Зато гриње не живе изнад 1.800 метара у европским планинама где је ваздух превише сув, док су масовно распрострањене у тропским планинским подручјима.

### Дувански дим
Иако је тешко утврдити да ли је пушење узрок алергија или није, стандардно се овај алерген налази у сетовима за извођење прик теста.